# Igreja Católica na Albânia

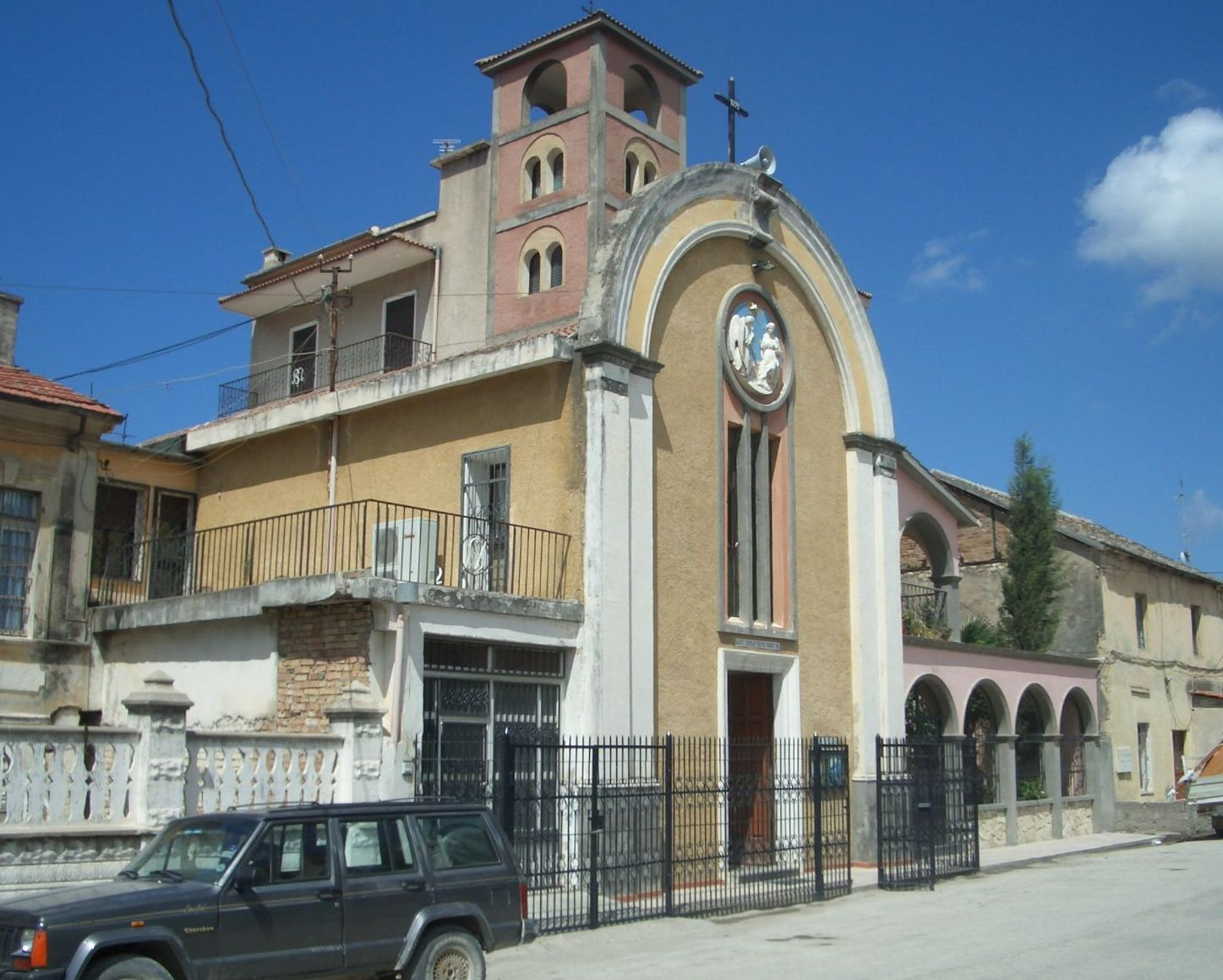
Igreja em Vlorë

O Catolicismo na Albânia faz parte da Igreja Católica no mundo, sob a liderança espiritual do Papa, da Cúria Romana e da Conferência Episcopal da Albânia. É uma religião de velha tradição no país, que é composto por duas províncias eclesiásticas com um total de seis distritos de jurisdição independente uns dos outros. Sobre o número de fiéis, há pouca informação confiável. Os números variam entre 250.000 e 500.000 albaneses que professam a fé católica.
A área de maior percentual de católicos abrange o norte e noroeste do país, onde fica a Arquidiocese de Escodra. Com o início das mudanças políticas, em 1990, que causou grande migração interna, muitos católicos mudaram-se à Albânia Central, especialmente na capital, Tirana. Lá, sua presença tem crescido cada vez mais.
A Albânia e a Santa Sé têm relações diplomáticas, e núncio do país está localizado em Tirana.
Desde o recadastramento das comunidades religiosas, após a queda do comunismo, em 1990, a Albânia é uma terra de missão para a Igreja Católica. Mais da metade dos sacerdotes e religiosos do país são estrangeiros. O mesmo se aplica aos bispos. Com a ajuda do Vaticano e de outras Igrejas particulares sui iuris, foram criadas estruturas funcionais (ordinariato, paróquias, escolas da igreja, um seminário, etc.).
Em 1990 a Caritas Albânia foi criada para as atividades sociais e, pelo Estado, oficialmente reconhecida como ONG. Há agora uma Associação Diocesana separado em cada diocese.
O lugar mais importante de peregrinação dos católicos albaneses é a gruta consagrada a Santo Antônio de Pádua (em servo-croata:  Shën Ndo), que fica localizada em Laç. Esta peregrinação é, no entanto feita não só pelos católicos, mas também por membros de outras religiões tradicionalmente representadas na Albânia .

## História

### Da Antiguidade até o Grande Cisma de 1054
A Albânia está localizada na intersecção entre a Igreja Católica e do cristianismo ortodoxo. Isso ajudou a moldar a história da igreja do país de forma decisiva .

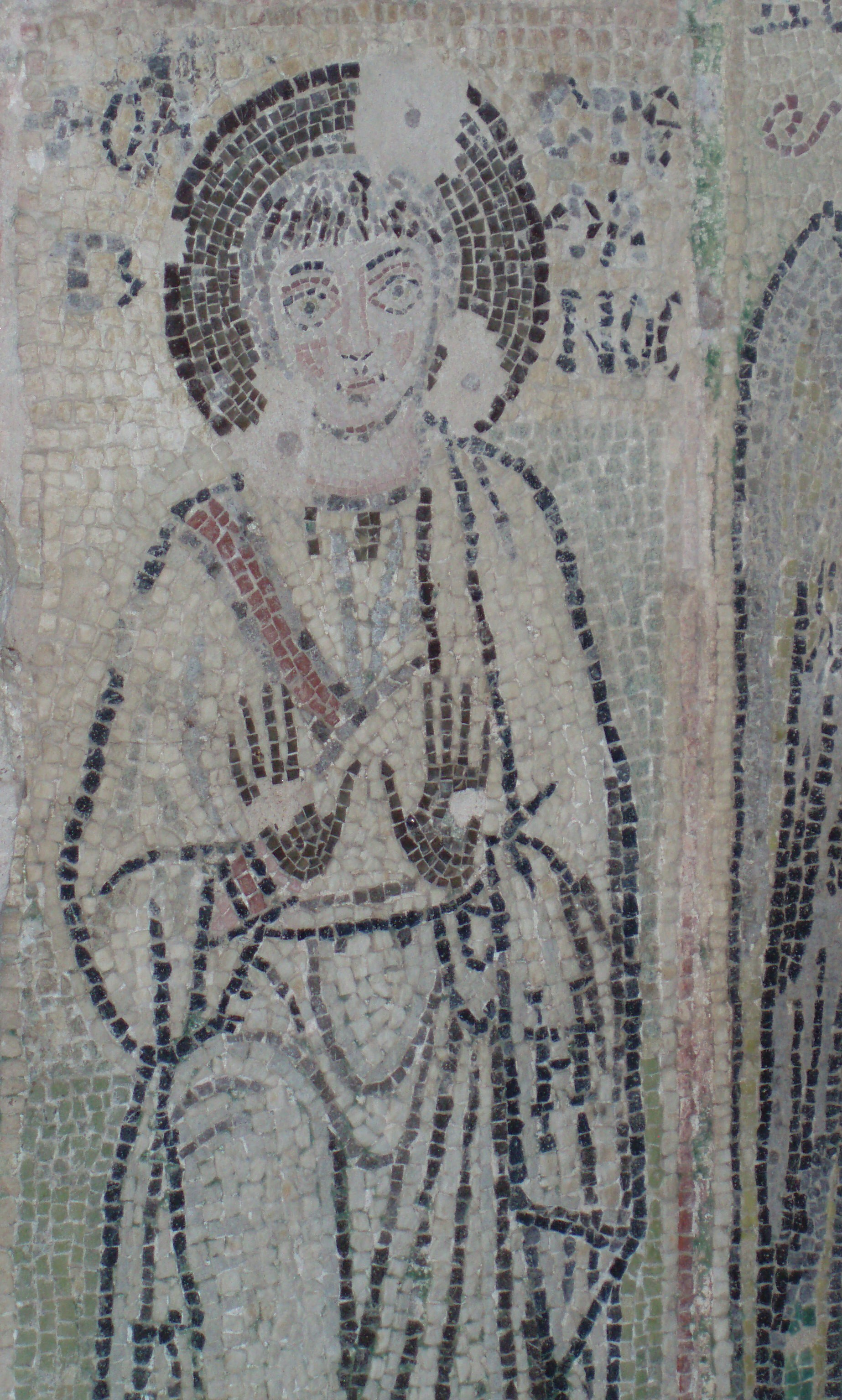
Mosaico paleocristão na capela no anfiteatro de Durrës

Segundo a tradição, a primeira comunidade cristã da Ilíria foi criada por missão do Apóstolo Paulo em Durrës. Mas apenas a partir do século IV é que existem algumas notícias fiáveis sobre a propagação do cristianismo no que é hoje o território da Albânia. Naquele tempo, a fé cristã era a religião do Estado Romano. As províncias do estado foram juntamente delimitadas  com as dioceses. Durante estes séculos, houve repetidos atritos entre os governadores das províncias romanas com os papas.
O Imperador Justiniano fundou em 535, com Justiniana Prima, uma arquidiocese para a província romana de Mésia. As dioceses da Ilíria mantiveram-se fiéis à Igreja Romana e à perda de muitas províncias balcânicas pelas invasões eslavas, causando uma disputa entre Roma e Constantinopla. O bispo de Scodra teria acabado tendo de migrar para o sul durante a conquista pagã dos eslavos.
Surgiu no norte da atual Albânia, entre os séculos IX e X, as pequenas dioceses de Sarda, Pult e Sapë. Também em Shkodër havia nesta época um bispo novamente.

### Na Idade Média
O grande Cisma do Oriente, de 1054, ocorreu gradualmente a partir de Albânia. Mesmo com a mudança de denominações, inicialmente não houve disputas entre as dioceses que continuaram com a Igreja Católica e as que seguiram a então recém-surgida Igreja Ortodoxa. No norte, porém, a influência católica romana não sofreu grandes perdas, devido ao estabelecimento de diversos mosteiros beneditinos na área de Bar. A separação final só ocorreu durante o século XIII. No sul da Igreja do Oriente permaneceu incontestada . Apenas em Butrint, que, como resultado de pertença ao Reino de Nápoles, e mais tarde aos clérigos da República de Veneza, o catolicismo prevaleceu.
A Ordem Franciscana foi fundada em 1240 em Lezhë, sendo seu primeiro mosteiro no país. Em 1278, os dominicanos fundaram seu primeiro convento, em Durrës, e em 1345 ou 1450 se estabeleceram também em Escodra e Lezhë. 
O catolicismo sobreviveu ao reinado de curta duração do czar sérvio Estêvão Uresis IV, no norte da Albânia (1342-1355), sem discriminações.
No século XV, a Santa Sé estreita suas relações com a Igreja da Albânia e com a nobreza católica. Houve interesse comum para evitar que os turcos muçulmanos prosseguissem com o avanço nos Bálcãs. O Cardeal Pal Engjelli, Arcebispo de Durrës, tentou obter em várias missões diplomáticas na Itália, apoio militar e financeiro para o príncipe Skanderbeg.

### Dominação otomana

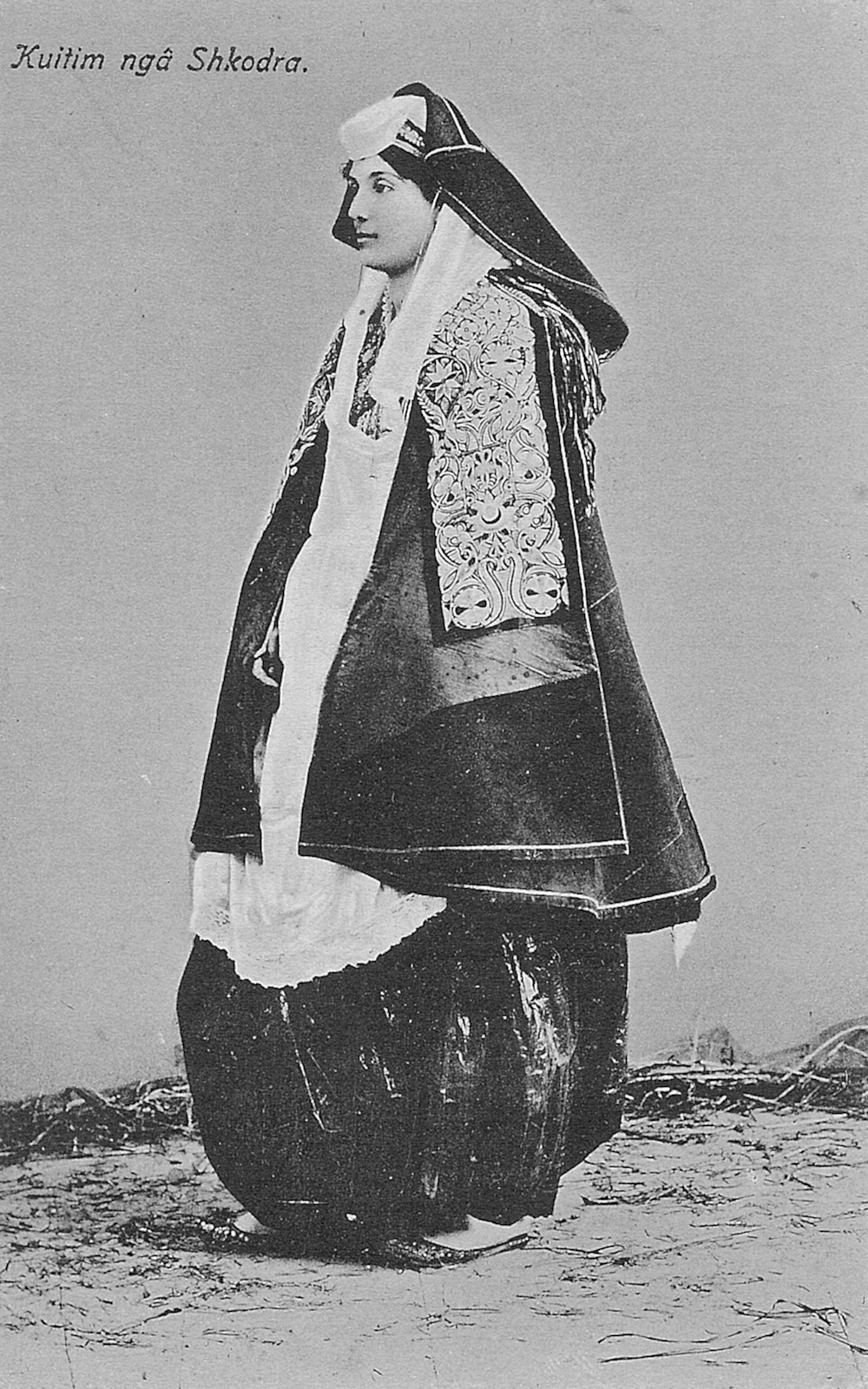
Católica de Escodra; fotografia de Kolë Idromeno (1860-1939)

Após a morte de Skanderbeg, os otomanos conquistaram o norte da Albânia, que era de maioria católica. Em 1479, parte desse território foi cedido ao Império Otomano. A maioria dos albaneses católicos viviam agora nominalmente sob o domínio muçulmano. Os turcos inicialmente se fixaram somente nas cidades costeiras. As áreas tribais de Mirditë, Dukagjin e Malësi e Madhe mantiveram-se praticamente inacessíveis a eles. O catolicismo no entanto perseverou, e até o século XVI houve grandes revoltas cristãs contra os muçulmanos, causando uma grande emigração dos católicos albaneses para a Itália e Dalmácia – levando à uma falta generalizada de padres e bispos em uma região já muito isolada. Para se ter uma ideia do grau de isolamento da Albânia, um grande concílio ocorrido na época, o Concílio de Trento não alterou nada na Igreja albanesa. Em 1571 os otomanos conquistam o último bispo, isolando o território ainda mais do restante do Ocidente.
Nas cidades que estavam firmemente nas mãos do governo otomano, continuou-se uma gradual islamização no início do século XVI. As igrejas mais importantes foram transformadas em mesquitas e serviram os primeiros pequenos grupos de imigrantes muçulmanos (soldados, funcionários públicos, comerciantes, etc.) como locais de culto. O mesmo foi feito, por exemplo, com as catedrais em Shkodër e em Bar. Parte das velhas elites (comerciantes, latifundiários) aderiu rapidamente ao islã, a fim de garantir sua posição na sociedade ou seja, ou seja, não estavam sob jurisdição da Sharia. A islamização das cidades também foi favorecido pelas enormes mudanças demográficas, ocorridas em guerras durante o século XV. Em Shkodër, Lezhë, Durrës e Bar, após a conquista turca, apenas uma fração da população cristã permaneceu firme em sua fé. Grande parte da população cristã era tratada como escrava, e deportados para o Império Otomano. O repovoamento foi realizado principalmente por muçulmanos. Houve ao longo deste período comunidades cristãs significativas em cidades turcas.

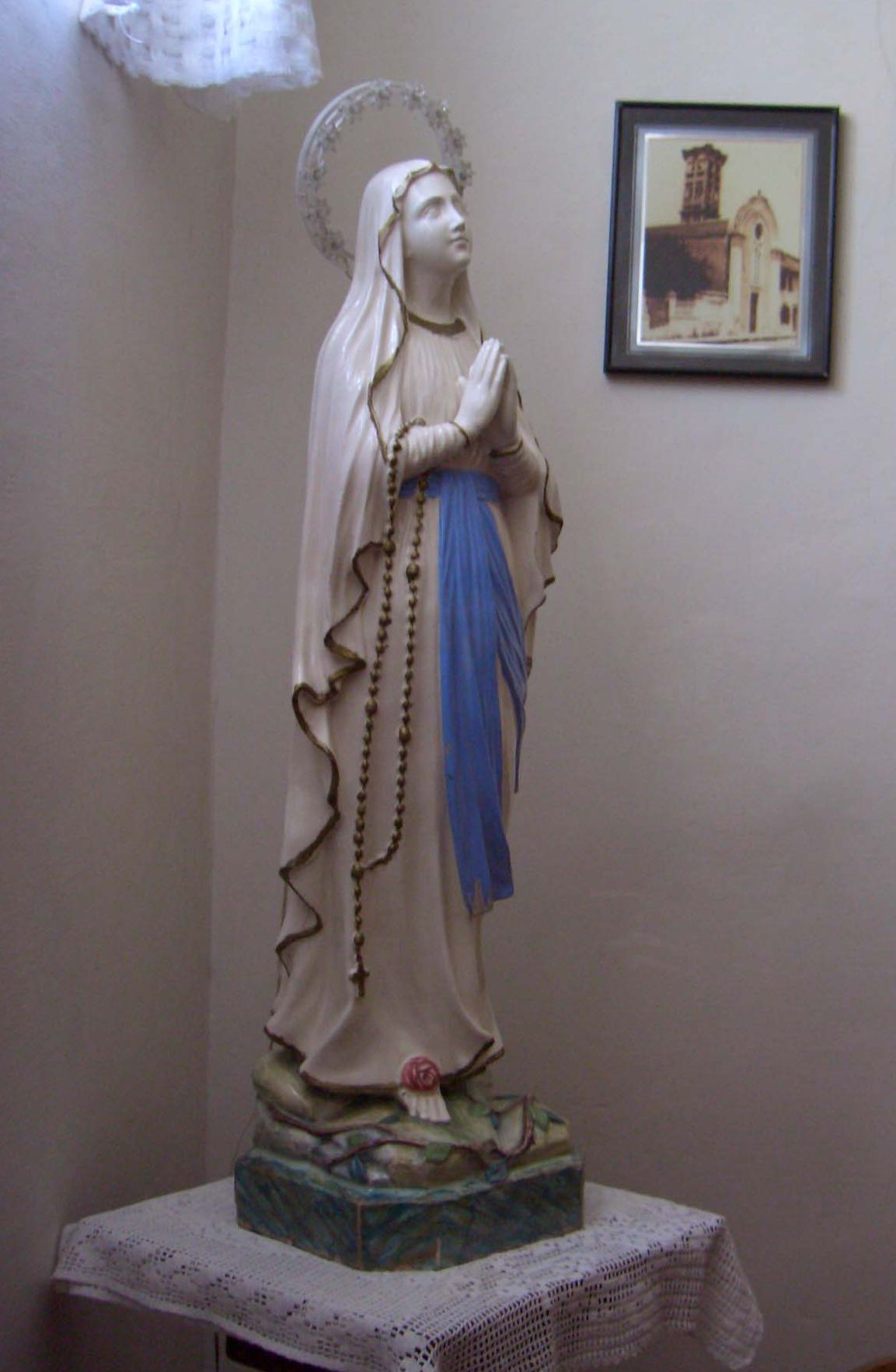
Madonna de Vlorë.

Devido às restrições impostas pelos otomanos, não era possível manter uma administração diocesana ordenada, e havia muitas restrições à ação religiosa dos bispos em suas dioceses. Eles nem mesmo podiam exercer cargos públicos. Dioceses como a de Lezhë ficou em sede vacante por décadas, até ser transferida da cidade predominantemente muçulmana para uma aldeia católica menor.
Em 1622, a Congregação para a Evangelização dos Povos encontrou na Albânia um campo interessante, porque na província fronteiriça Otomano, já havia uma população católica, contando com o apoio de Roma, – assim começando seu planejamento estratégico – o ponto de novos esforços missionários na esfera turco-muçulmana poderia ser aceita. Foram recolhidas informações sobre a situação dos cristãos e da situação política na Albânia, e feito financiamento de jovens albaneses para estudar teologia na Itália.
Em 1703, é realizado um sínodo entre os bispos albaneses e diversos sacerdotes, na cidade de Bar. O evento ficou conhecido como Conselho Nacional Albanês. A reunião da igreja ocorreu em um momento em que a islamização dos albaneses atingia seu pico. A Cúria do país aumentou seus esforços para re-consolidar o catolicismo no local, sendo considerado, desde a primeira metade do século XVIII, muito bem sucedido. Nas dioceses de Shkodër, Lezhë e Sappa, novas paróquias foram estabelecidas para a então crescente população católica. O grande número de católicos tem sua causa enraizada no forte crescimento da população geral.

### Séculos XIX e XX
No século XIX o poder do Império Otomano decaía cada vez mais e foi perdendo influência sobre a política nacional da Sublime Porta, para as grandes potências europeias, o que causou lenta melhora da situação dos católicos na Albânia. Como o czar russo viu-se como o protetor dos cristãos ortodoxos nos Bálcãs, o Imperador da Áustria, foi designado como protetor dos católicos.
Em 1841 os jesuítas abriram seu primeiro escritório em Shkodër.
A Arquidiocese de Shkodër foi erigida em 1867. Isto criou uma província eclesiástica predominantemente habitada por albaneses. A Arquidiocese de Durrës, em 1922, em Durrës-Tirana, onde os católicos começaram a ter um rápido crescimento.
Na era comunista, a Igreja Católica foi uma das mais atingidas pela perseguição das comunidades religiosas. O habitual nas estruturas hierárquicas transnacionais da Igreja Católica (até a Santa Sé, em Roma) foi o isolamento da Igreja albanesa. Em 1967, a proibição total de religiões foi promulgada, e os comunistas colocaram todos os sacerdotes e religiosos em prisões e campos de trabalho. A maioria dos clérigos morreu, apenas alguns foram libertos antes da queda do regime. Em 1990 havia quase duas dezenas de sacerdotes que sobreviveram ao comunismo albanês.
O grande isolamento feito pelo Estado comunista albanês fez com que as mudanças instituídas pelos Concílio Vaticano II não tivessem aplicação no país. Por isso, muitos católicos preservaram tradições e crenças, até a abertura do país à Igreja Católica Mundial.
Em 1993 o Papa João Paulo II vistou a Albânia pela primeira vez. Em 1996, as estruturas eclesiásticas do país foram alteradas. As fronteiras das dioceses foram redesenhadas, e a nova Diocese de Rrëshen erigida no norte, e, tal como as dioceses de Lezhë e de Sapë, ela está sujeita ao arcebispo de Shkodër. É questionável se as atuais dioceses atendem às necessidades pastorais modernas.

## Organização territorial

Localização das cidades que são as sedes episcopais de cada diocese da Albânia.

O país se divide em duas províncias eclesiásticas, sendo duas arquidioceses, três dioceses e um administração apostólica.
- Província eclesiástica de Tirana-Durrës
  - Arquidiocese de Tirana-Durrës
  - Diocese de Rrëshen
- Província eclesiástica de Shkodër-Pult
  - Arquidiocese de Shkodër-Pult
  - Diocese de Lezhë
  - Diocese de Sapë
  - Administração apostólica da Albânia Meridional

## Nunciatura apostólica
Uma delegação apostólica foi criada em 12 de novembro de 1920, com o breve apostólico Quae catholico, do papa Bento XV, já a nunciatura apostólica foi criada em 7 de setembro de 1991, pelo papa João Paulo II, através do breve Commodioribus.

### Núncios apostólicos
- Ivan Dias (16 de janeiro de 1991 - 8 de novembro de 1996)
- John Bulaitis (25 de março de 1997 - 26 de julho de 2008)
- Ramiro Moliner Inglés (26 de julho de 2008 - 1 de setembro de 2016)
- Charles John Brown (9 de março de 2017 - 28 de setembro de 2020)
- Luigi Bonazzi (desde 10 de dezembro de 2020)